# 이동규 (소설가)
이동규(李東珪, 1911년 9월 8일 ~ 1952년 )는 일제강점기 및 해방이후 조선민주주의인민공화국에서 활동한 소설가, 극작가, 아동문학가, 평론가이다.

## 출생
이동규는 1911년 9월 8일 서울 인왕산 기슭인 경성부 행촌동 210번지 5에서 태어났다. 호는 철아(鐵兒)이다. 서울에서 보통학교를 졸업하고, 자유노동을 하면서 문학수업을 하였다.
1920년대 전반기부터 동요 ‘노래 부르자’, ‘이여러차’, ‘일터의 노래’ 등 아동문학 작품을 썼다.

## 등단
1930년 2월 14일 중외일보 독자시단에 ‘포도를 거르면서’를 투고한 뒤, 그해 5월부터 8월까지 대조 독자시단에 ‘빈자의 봄’, ‘규환’, ‘동정’ 등 세 편의 시를 싣는다. 1931년 12월 아등 5호에 벽소설 ‘벙어리’를 발표하며 등단하고, 이어 카프 기관지 집단에 ‘게시판과 벽소설’을 게재한다.

## 카프 시절
1932년 7월 신고송의 권유로 카프에 가입하여 본격적인 문학활동을 시작하면서 노동자와 농민의 모습을 형상화 하게 된다. 그해 12월에는 임화, 윤기정, 박팔양과 함께 문학건설을 창간하고, 송영, 박세용 등과 아동문학지 소년문학 창간 회원으로 활동한다. 또 홍구 등과 함께 ‘우리들 극장’이라는 극단을 조직한다. 이때부터 ‘우박’, ‘자유노동자’, ‘B촌 삽화’ 등 소설을 발표하고, 소년문단의 회고와 전망, ‘카프의 새로운 전환과 최근의 문제’, ‘창작방법의 새 슬로간에 대하야’ 등 평론도 발표한다.
25세 되던해에 1934년 10월 신건설사 사건으로 카프가 불법 목적을 가진 것을 알면서도 가입하고, 문학부 부원으로 활동했다는 혐의로 전주형무소에 수감되었다가 1935년 12월 집행유예로 풀려난 후 식민지 현실의 전체 사회상을 이루는 여성과 지식인에 주목하여 그 들의 삶을 그렸다.

## 월간야담 시절
출옥 후 월간야담에 근무하면서 1936년 6월 명문당 서점에서 희곡집 ‘낙랑공주’를 출간했다. 낙랑공주는 무대에서 여러차례 상연되어 이동규도 일반 대중에게 이름을 널리 알리게 되었다.
1940년 이후 해방 직전 1944년 3월 장편소설 ‘대각간 김유신’을 발표하는 등 십여 편의 소설과 평론을 선보였다.

## 해방이후
8.15  이후 1945년 9월 17일 이기영, 한효, 송영, 윤기정, 박세용, 홍구 등과 함께 조선플로레타리아문학동맹 (약칭 동맹)을 결성한다. 또한 임화, 김남천이 중심이된 조선문학건설본부 (약칭 문건)가 별도로 결성되자 남조선로동당의 통합방침에 의해, 1946년 2월 8일부터 이틀간 조선문학자대회를 통해 조선문학가동맹으로 통합된다. 이동규도 중앙집행위원으로 선출되지만, 문건에 대한 반발은 계속되었고 결국 동맹에 속한 인물들은 대거 월북하게 되었다.
1946년 봄에 월북하여 북조선문학예술총동맹이 중앙상임위원이 되었으며, 이후 민주조선 편집국장으로 활동하고, 평양사범대학 교수로 근무하는 등 문단의 중심에서 활약하였다. 문예총 서기장을 역임하면서 다수의 작품을 발표했다.
한국 전쟁 때는 문예총에서 소집한 종군 작가단 일원으로 김사량, 김조규, 박세영 등과 함께 1차로 선발되어 남하하였다가 해방된 서울 등 종군활동을 하였다. 1950년 여름 경남지방에 문화공작 요원으로 파견되었다가, 월북길이 막혀 지리산에 입산하였고, 경남도당 소속 지리한 빨치산 활동을 하다가 남부군의 문화지도원으로 차출되었으며, 42세 되던 1952년 봄에 사살된 것으로 추정된다.
1956년 사후에 창작집 ‘그 전날 밤’이 평양에서 출간되었다.